# U 637
U 637 war ein deutsches Unterseeboot des Typs VII C, ein so genanntes „Atlantikboot“. Es wurde durch die Kriegsmarine während des U-Boot-Krieges – unter anderem zur Verlegung von Seeminen eingesetzt.

## Technische Daten
Ein VII C-Boot hatte eine Länge von 67 m und eine Verdrängung von 865 m³ unter Wasser. Es verfügte über zwei Dieselmotoren, die über Wasser eine Geschwindigkeit von 17 kn ermöglichten. Bei der Unterwasserfahrt trieben zwei Elektromotoren das Boot zu einer Geschwindigkeit von 7 kn an. Die Bewaffnung bestand bis 1944 aus einer 8,8 cm Kanone und einer 2,0 cm Flak an Deck, danach wurde die Artilleriebewaffnung bei allen Booten dieses Typs verstärkt. Die Hauptwaffe der VII-C Boote waren jedoch die vier Bugtorpedorohre und das eine Hecktorpedorohr. Üblicherweise führte ein VII C-Boot 14 Torpedos mit sich.

## Kommandanten
- 27. August 1942 bis 22. Februar 1943 Max Dieterich

Max Dieterich wurde am 6. September 1916 in Mannheim geboren und trat 1934 in die Reichsmarine ein. Seine U-Bootausbildung absolvierte er im Sommer 1941, anschließend fuhr er, im Rahmen seines Kommandantenlehrganges, als Kommandantenschüler auf U 572. Mit Abschluss dieses Lehrgangs wurde Max Dieterich zum Kapitänleutnant befördert und erhielt das Kommando auf dem Schulboot U 78. Im August 1942 übernahm er das Kommando auf U 637, unternahm mit diesem Boot aber keine Feindfahrten.
- 23. Februar 1943 bis 20. Juli 1944  Günther Zedelius

Günther Zedelius wurde am 19. Mai 1915 in Hamburg-Othmarschen geboren und trat 1935 in die Kriegsmarine ein. Wie Dieterich wurde auch er zunächst bei der Luftwaffe verwendet, bevor er seine U-Bootausbildung antrat, die er im September 1942 beendete. Er wurde im Oktober zum Kapitänleutnant befördert und fuhr zunächst als Wachoffizier auf U 130, bis er im Februar 1943 das Kommando über U 627 von Max Dieterich übernahm. Kapitänleutnant Zedelius machte mit diesem Boot zwei Fahrten.
- 21. Juli 1944 bis 30. September 1944 Fritz Fabricius

Fritz Fabricius wurde am 18. Mai 1919 im friesischen Fedderwarden bei Wilhelmshaven geboren und trat 1937 in die Kriegsmarine ein. Nach seiner Grundausbildung wurde er einige Jahre als Flieger verwendet. Seine U-Bootausbildung absolvierte Fabricius im Winter 1943/44. U 637 war sein erstes Bordkommando auf einem U-Boot. Ohne mit dem Boot zu einer Feindfahrt ausgelaufen zu sein, übergab er das Kommando Ende September an seinen Nachfolger.
- 1. Oktober 1944 bis 26. April 1945 Wolfgang Riekeberg

Wolfgang Riekeberg wurde am 14. Oktober 1918 in Peine bei Hannover geboren und trat – wie Fabricius – 1937 in die Kriegsmarine ein. Von 1942 bis 1943 diente er als Artillerieoffizier auf den Hilfskreuzern Stier und Hansa, danach absolvierte er seine U-Bootausbildung. Von März bis September 1944 kommandierte Riekeberg, der im April zum Kapitänleutnant befördert worden war, U 1054, unternahm aber keine Feindfahrten mit diesem Boot. Im Oktober 1944 übernahm er das Kommando auf U 637.
- ab dem 27. April Klaus Weber

Klaus Weber wurde am 20. Oktober 1922 in Elberfeld geboren und trat 1941 in die Kriegsmarine ein. Im Jahr 1944 diente er zunächst als Leitender Ingenieur auf U 1054, bis er im Oktober, gemeinsam mit seinem Kommandanten Riekeberg, auf U 637 versetzt wurde, wo er bis Kriegsende verblieb, das er als Kommandant in Vertretung Riekebergs erlebte.

## Einsatzgeschichte
Trotz seiner langen Dienstzeit absolvierte  U 637 zwar mehrere Verlegungs- bzw. Überführungsfahrten, aber nur zwei Kampfeinsätze – davon einer eine Minenunternehmung vor der britischen Ostküste, zu der das Boot Anfang April 1945 von Kiel auslief.

### Ostseepatrouille
Die ursprünglich in Finnland stationierten deutschen U-Boote operierten im Winter 1944, seit dem Verlust der finnischen Stützpunkte von Gotenhaven und – wie U 637 – von Danzig aus. Die erste Feindberührung hatte U 637 unter dem Kommando von Wolfgang Riekeberg gegen Ende des Jahres 1944. Das Boot war am 25. November von Danzig ausgelaufen und patrouillierte im Finnischen Meerbusen, als es von sowjetischen U-Bootjägern gestellt wurde. Kommandant Riekeberg schoss einen Torpedofächer ab und horchte kurz darauf Sinkgeräusche.
- 24. Dezember 1944 sowjetischer U-Bootjäger BMO-594 Baltiec mit 39 t versenkt.

Auf einen weiteren Torpedoangriff folgten ähnliche Geräusche, woraus Riekeberg einen weiteren verheerenden Treffer bei einem anderen Verfolger schloss. Dieser konnte jedoch nicht bestätigt werden.

### Minenleger
Noch in den letzten Kriegstagen fanden auf Geheiß des Oberbefehlshabers der Kriegsmarine, Karl Dönitz ausgedehnte U-Bootunternehmungen vor der britischen Ostküste statt. Zwischen Ende April und Anfang Mai versenkten U 2324, U 245, U 1274, U 2329 und U 2322 nahe der englischen Küste insgesamt sechs Schiffe. Zwei U-Boote waren gleichzeitig damit beauftragt vor Newcastle upon Tyne und Hartlepool Minen zu legen. Nach Abschluss der Unternehmung lief U 637 am 28. April in Stavanger ein.

## Ende des Bootes
Obwohl viele U-Bootoffiziere dem sogenannten Regenbogen-Befehl folgten und – obwohl diese Anweisung vom Oberbefehlshaber Dönitz ausdrücklich zurückgenommen worden war – ihre Boote selbst versenkten, entschloss sich Klaus Weber, U 637 den Alliierten zu übergeben. Das Boot lief am 29. Mai erneut aus, wurde nach den britischen Inseln überführt und dort im Rahmen der Operation Deadlight westlich der Hebriden versenkt.